# Greatest Hits (The Korgis)
Greatest Hits è il quarto album di raccolta del gruppo musicale britannico The Korgis, pubblicato nel 2001.

## Tracce
1. All the Love in the World – 3:38
2. If I Had You – 3:54
3. If It's Alright With You Baby – 4:01
4. Everybody's Got to Learn Sometime – 4:13
5. Can't We Be Friends Now – 4:01
6. Love Ain't Too Far Away – 3:29
7. Nowhere to Run – 4:15
8. Perfect Hostess – 3:21
9. Drawn and Quartered – 3:17
10. It's No Good Unless You Love Me – 3:22
11. That Was My Big Mistake – 4:01
12. Sticky George – 3:36
13. I Just Can't Help It – 3:44
14. Don't Say That It's Over – 2:46
15. Living on the Rocks – 3:32
16. O Maxine – 2:39
17. Domestic Bliss – 3:15